# Gediminas Budnikas

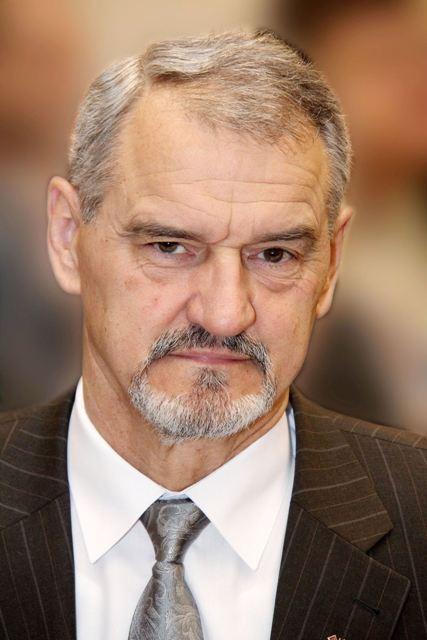
Gediminas Budnikas

Gediminas Budnikas (* 11. Februar 1944 in Paužuoliai, Rajongemeinde Ukmergė) ist ein litauischer konservativer Politiker und ehemaliger Basketballspieler.

## Leben
Seine Eltern waren Partisanen und starben 1945. 1959 beendete Gediminas die achte Klasse an der 4. Mittelschule Kaunas, besuchte sodann das Lebensmittelindustrietechnikum Kaunas und wurde Technologe. 1979 beendete er das Studium der Wirtschaft an der Fakultät Kaunas der Vilniaus valstybinis universitetas sowie 2005 ein Masterstudium an der Kauno technologijos universitetas.
2000 war er Bürgermeister von Kaunas, von 2001 bis 2003 erster stellvertretender  Bürgermeister von Kaunas. Er ist Mitglied von Tėvynės sąjunga - Lietuvos krikščionys demokratai.
Ab 1962 spielte bei Kauno Žalgiris Basketball, von 1962 bis 1974 in der litauischen Nationalmannschaft.